# Shirzat Halil
Shirzat Halil (uigurisch شىرزات ھالىل, chinesisch 西热扎提·黑力力, * 21. Januar 1997) ist ein chinesischer Fußballspieler uigurischer Abstammung.

## Karriere
Halil begann seine Karriere in der Jugendverein von Chongqing Liangjiang Athletic und spielte später für den Verein Xinjiang Tianshan Leopard. Während seiner Zeit bei Xinjiang Tianshan Leopard absolvierte er mindestens ein Spiel.
Am 1. Januar 2022 wurde er vereinslos.